# يوليوس برغر
يوليوس برغر (بالألمانية: Julius Bürger)‏ هو ملحن نمساوي، ولد في 11 مارس 1897 في فيينا في النمسا، وتوفي في 12 يونيو 1995 في نيويورك في الولايات المتحدة.